# Villers-en-Vexin
Villers-en-Vexin település Franciaországban, Eure megyében. Lakosainak száma 313 fő (2022. január 1.). Villers-en-Vexin Sainte-Marie-de-Vatimesnil, Gamaches-en-Vexin, Vesly, Les Thilliers-en-Vexin, Vexin-sur-Epte és Mouflaines községekkel határos.

## Népesség
A település népessége az elmúlt években az alábbi módon változott:
| Lakosok száma | 287  | 248  | 274  | 279  | 304  | 311  | 318  | 311  | 312  | 313  |
|               | 1968 | 1982 | 1990 | 2006 | 2013 | 2015 | 2017 | 2019 | 2020 | 2022 |